# Bulwary im. Marszałka Józefa Piłsudskiego we Włocławku
Bulwary im. Marszałka Józefa Piłsudskiego we Włocławku – ulica położona wzdłuż lewego brzegu rzeki Wisły z przylegającą do niej promenadą przekraczającą rzekę Zgłowiączkę. Dawniej nosiła nazwy: Nadbrzeżna (XIX wiek), Bulwarowa (XIX wiek-1945) i Bulwary Polskiej Zjednoczonej Partii Robotniczej (1945–1989). W XIX wieku potocznie nazywany Bulwarkiem (narzędnik wyrazu Bulwark).
Bulwary są miejscem odbywania się cyklicznych imprez: Dni Włocławka, Festiwalu Wisły oraz Bulwarów Sportu i Sztuki (w sezonie letnim), a także innych koncertów i eventów.
Znajduje się tu m.in. plac zabaw dla dzieci i siłownia plenerowa, wytyczono ścieżki spacerowe i rowerowe, a także parking samochodowy na 30 miejsc. Wzdłuż całej promenady znajduje się 27 stojaków rowerowych. Wzdłuż promenady ustawiono 13 tarasów widokowych z posadzonymi nowymi drzewami i krzewami. Na jednym z nich leżącym naprzeciw Kościoła św. Jana Chrzciciela znajduje się herb miasta ułożony z kostki, a także odległości do najważniejszych miast Polski i świata i inne wzory, np. ryby (symbol chrześcijaństwa). Sezonowo pracuje tu stoisko sprzedające kawę i lody. Do promenady przymocowana jest Pływająca Scena na Wiśle, zaś naprzeciw niej postawiono krzesła dla widzów.
Włocławskie Bulwary znajdują się na trasie Wiślanej Trasy Rowerowej.

## Historia

### Zabór rosyjski, 1840–1914

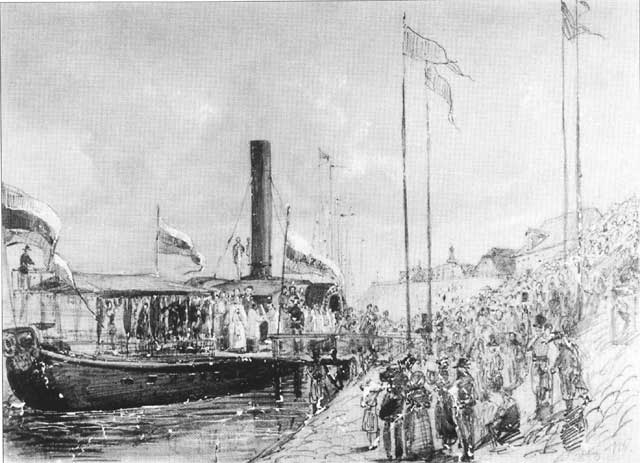
Chrzest statku „Włocławek” na rysunku Wojciecha Gersona

Ulica została wytyczona w 1840 roku. Została wówczas nazwana ulicą Nadbrzeżną. Rozciągała się od ulicy Gdańskiej do nieistniejącej dziś ulicy Koniec, położonej w okolicach dzisiejszej ulicy Bechiego. Nazwa tej ulicy wiązała się z tym, że w istocie miał tam miejsce kres zabudowań miasta. Początkowo była to niezabudowana i piaszczysta droga, często zalewana przez Wisłę.
W latach 1844–1846 ulica została zabudowana i wybrukowana. Zabudowania stanowiły wtedy głównie spichrze i domy rybackie. Ułatwiono dostęp do wybrzeża portowego i zamontowano drewniane barierki oddzielające ulicę od Wisły. Na barierkach tych wieszano skórę po uboju bydła w rzeźni mieszczącej się przy pobliskiej ulicy Towarowej, w celu jej wysuszenia. Zimą, gdy rzeka Wisła była skuta lodem, świeża krew zwabiała wilki mieszkające w lasach w Szpetalu. Ulica uchodziła wtedy za bardzo niebezpieczną. Krew i odpadki z rzeźni spływały kanałami pod rzeźnię, skąd do Wisły spływały wraz z deszczem. Na odpadach żerowały bezpańskie psy.
W 1853 roku przy Bulwarach ochrzczono statek parowy o nazwie Włocławek.
W spichrzu mieszczącym się na rogu Bulwarów i ulicy Browarnej przetrzymywano osoby podejrzane o udział w powstaniu styczniowym. Z kolei w spichrzu na rogu z ulicą Rybacką przetrzymywano i prześladowano uczestników pierwszego poboru po powstaniu w 1865 roku.
Zbudowany w 1865 roku most łyżwowy połączył włocławskie Śródmieście z ówczesną miejscowością Szpetal Dolny (dzisiejsze Zawiśle). Fakt ten ożywił także życie wokół ulicy Bulwarowej. Stała się ona miejscem spacerów włocławian, wiele osób uprawiało tu wędkarstwo. Wzdłuż Bulwaru cumowały liczne berlinki i tratwy spławne. Istnienie stałej przeprawy na Wiśle przydało również ulicy znaczenia strategicznego.
Jeszcze w XIX wieku drewniane barierki wymieniono na metalowe. Wśród wykonawców barierek była m.in. włocławska Fabryka Urządzeń Technicznych „Wisła”.
W 1887 roku powstało Włocławskie Towarzystwo Wioślarskie. Dzięki temu Bulwary stały się świadkiem regat toczonych na Wiśle. Pierwsza siedziba WTW mieściła się właśnie przy ul. Bulwarowej, w domu pod numerem 7.
W drugiej połowie XIX wieku przy ul. Bulwarowej w domu należącym do Ciechowicza mieszkała i udzielała korepetycji Izabela Zbiegniewska.
W 1910 roku pod adresem Bulwary 19 zarejestrowało swą działalność Towarzystwo „Krater”, które dysponowało własną stocznią. Powstały w niej 3 statki: „Wilanów”, „Kolos” i „Hetman”.

### I wojna światowa, 1914–1918
Podczas niemieckiej okupacji miasta w trakcie I wojny światowej przy ulicy mieściła się Komendantura Floty Niemieckich Statków Wojennych (dowodzona przez kapitana Lerche) i Oddział Budowlany (zarządzany przez kapitana Hoebela).
W 1914 roku wycofujący się z miasta Rosjanie podpalili most łyżwowy. W 1915 roku nowy, niemiecki zarząd miasta, odbudował go.
W listopadzie 1918 roku doszło tu do potyczki pomiędzy wojskiem niemieckim a świeżo sformułowanym oddziale Legionów Polskich we Włocławku. Szczególnie broniono cumujących w porcie barek ze sprzętem wojskowym. W potyczce tej poległo 2 legionistów, jednak Niemcy opuścili miasto.

### Wojna polsko-bolszewicka i dwudziestolecie międzywojenne, 1918–1939

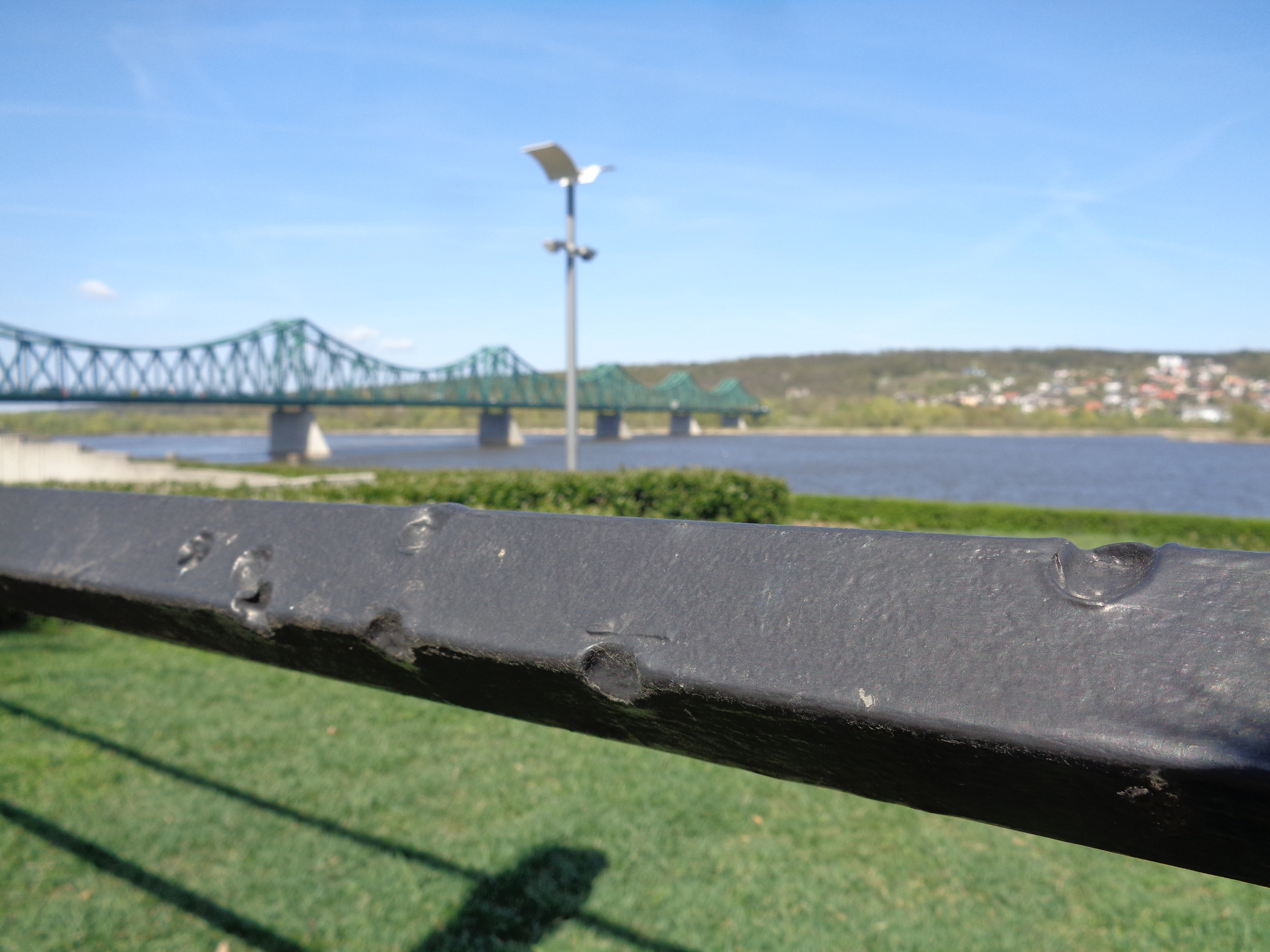
Ślady kul bitwy 1920 roku w ogrodzeniu Bulwarów

W 1920 roku podczas wojny polsko-bolszewickiej most łyżwowy został spalony przez Wojsko Polskie w celu utrudnienia bolszewikom przeprawy przez Wisłę.
W sierpniu 1920 roku doszło do bitwy pomiędzy broniącymi się siłami polskimi zajmujących lewy brzeg Wisły a nacierającymi siłami bolszewickimi zajmującymi prawy brzeg. Na ulicy Bulwarowej zbudowano okopy, z których polscy żołnierze wymieniali ogień z sowietami, zaś pielęgniarki niosły im pomoc. Przy okopach pracowali też księża niosący rannym ostatni sakrament oraz ochotniczki rozdające żołnierzom żywność. Podczas bitwy poległo blisko 40 osób, a także ochotniczki. Zniszczeniu uległy domy mieszkalne przy ulicy Bulwarowej oraz Pałac Biskupi. Uszkodzony został też kościół św. Jana. Ślady kul wystrzelonych podczas tej bitwy do dziś można odnaleźć w ogrodzeniu bulwarów.
Most łyżwowy odbudowano w 1922 roku. Ostatecznie rozebrano go w 1938 roku, już po zbudowaniu nowego, stalowego mostu.
W 1930 roku przy ulicy wzniesiono pomnik Marszałka Józefa Piłsudskiego w centrum specjalnie w tym celu zbudowanego skweru. Zbudowanie pomnika było przejawem kultu Józefa Piłsudskiego. Pomnik został zburzony przez hitlerowskiego okupanta w 1940 roku, natomiast skwer istnieje w tym miejscu do dziś.
W 1937 roku dokonano uroczystego otwarcia nowego mostu im. Edwarda Śmigłego-Rydza. Przecięcia wstęgi dokonał sam patron mostu.
W okresie dwudziestolecia międzywojennego Bulwary były tradycyjnym miejscem obchodów rocznicy bitwy z 1920 roku. Gromadził się tu wtedy delegacje stowarzyszeń, wojsko, duchowieństwo i mieszkańcy miasta. Od 1922 roku organizowano pochód z ówczesnego Placu Saskiego (dziś. Plac Wolności) na Bulwary. Tu dokonywano przeglądu wojska i odśpiewania hymnu. Obchody te nie były organizowane co do zasady 15 sierpnia jak obecnie, lecz w różnych latach miały miejsce w różnych dniach między 12 a 27 sierpnia.
W okresie Polskiej Rzeczypospolitej Ludowej Święta tego nie obchodzono, zaś po 1989 roku główne obchody Cudu nad Wisłą odbywają się pod Pomnikiem Poległych Obrońców Wisły.

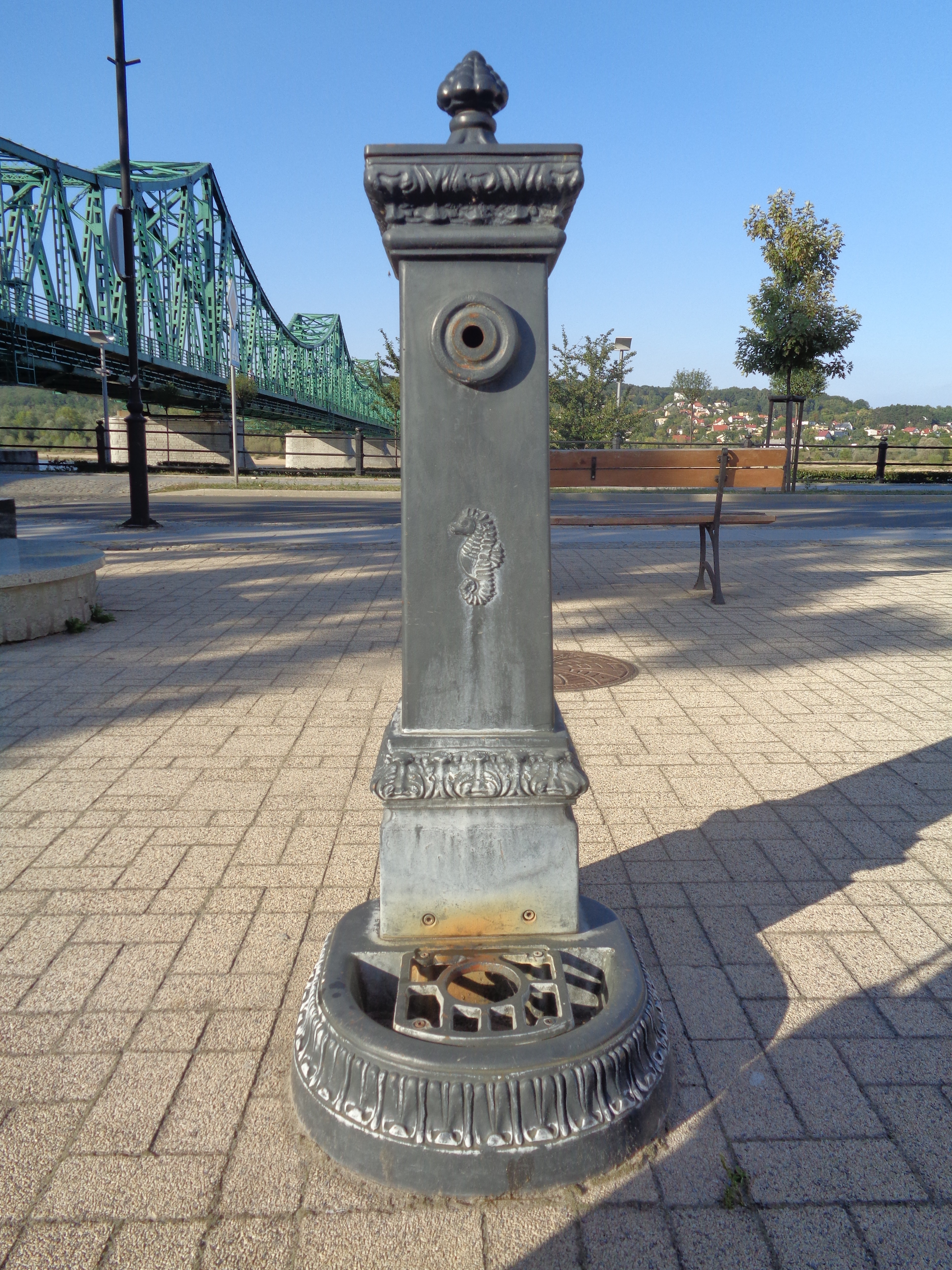
Ozdobny hydrant uliczny przy Bulwarach Piłsudskiego we Włocławku

### Polska Rzeczpospolita Ludowa, 1945–1989
W okresie Polskiej Rzeczypospolitej Ludowej ulica przyjęła za patrona Polską Zjednoczoną Partię Robotniczą. 14 grudnia 1978 roku na skwerze w miejscu dawnego pomnika Piłsudskiego dokonano uroczystego odsłonięcia Pomnika Ludziom Pracy. Począwszy od 1979 roku pomnik stał się miejscem, z którego do dziś wyruszają pochody pierwszomajowe we Włocławku. W ramach dekomunizacji w 1989 roku pomnik miał zostać wyburzony, do czego ostatecznie nie doszło.
W latach 80. zlikwidowano port we Włocławku, co doprowadziło do zmniejszenia się ruchu wzdłuż tej ulicy.

### III Rzeczpospolita, od 1989
W maju 2010 roku promenada została zalana podczas powodzi.
W latach 2010–2011 Bulwary zostały poddane gruntownej modernizacji. Powstały nowe ścieżki i chodniki, dostawiono ławki. To wtedy powstała siłownia plenerowa, plac zabaw dla dzieci, parking i tarasy widokowe. W 2013 roku stworzono Pływającą Scenę na Wiśle wraz z krzesłami dla widzów.
W 2013 roku połączono dwa brzegi rzeki Zgłowiączki kładką, zaś w kolejnym roku oddano do użytku Przystań Wodną im. Jerzego Bojańczyka.

## Zabudowania

### Współczesne zabudowania

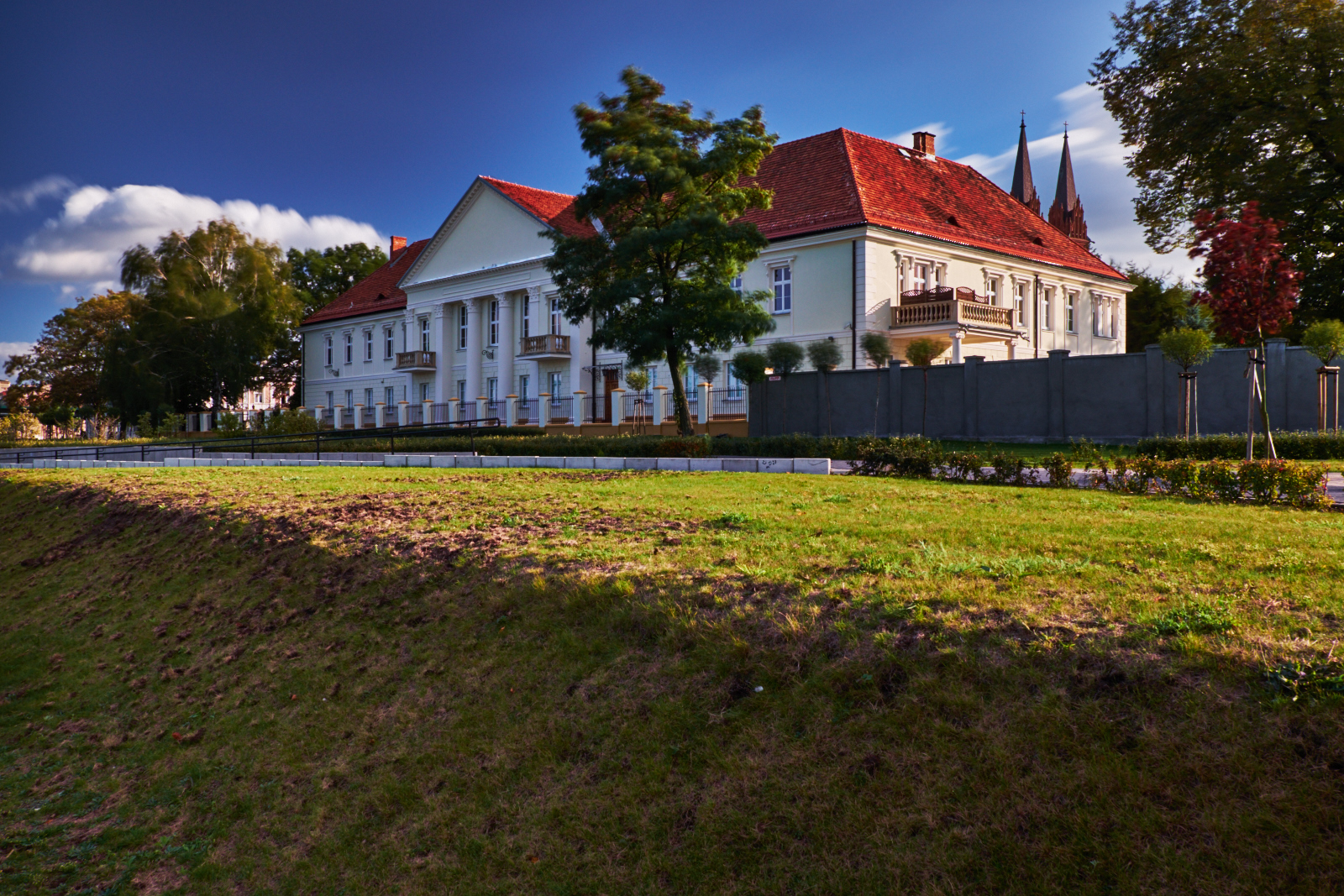
Pałac Biskupi widziany od strony promenady

Wzdłuż ulicy Bulwary im. Marszałka Józefa Piłsudskiego mieści się wiele zabytkowych kamienic, a także innych budowli ważnych dla historii i kultury miasta. Są to (w kolejności od najniższego do najwyższego numeru policyjnego):
- Zespół Szkół Chemicznych im. Marii Skłodowskiej-Curie, ul. Bulwary 4, na rogu z ul. Ogniową.
- Zespół Szkół Technicznych (gmach wzniesiony w 1924 roku), zarejestrowany na ulicy Ogniowej, boisko przylegające do ulicy Bulwary.
- III Liceum Ogólnokształcące im. Marii Konopnickiej (gmach wzniesiony w latach 1926–1930), zarejestrowany pod adresem Bechiego 1, przylegające do ulicy Bulwary.
- Dawna Willa Feliksa Steinhagena (zbudowana w latach 1923–1925), obecnie siedziba przedstawicielstwa Urzędu Marszałkowskiego Województwa Kujawsko-Pomorskiego z punktem informacyjnym ds. dotacji z funduszy europejskich, zarejestrowana pod adresem Bechiego 2, przylegająca do skweru przy ulic Bulwary.

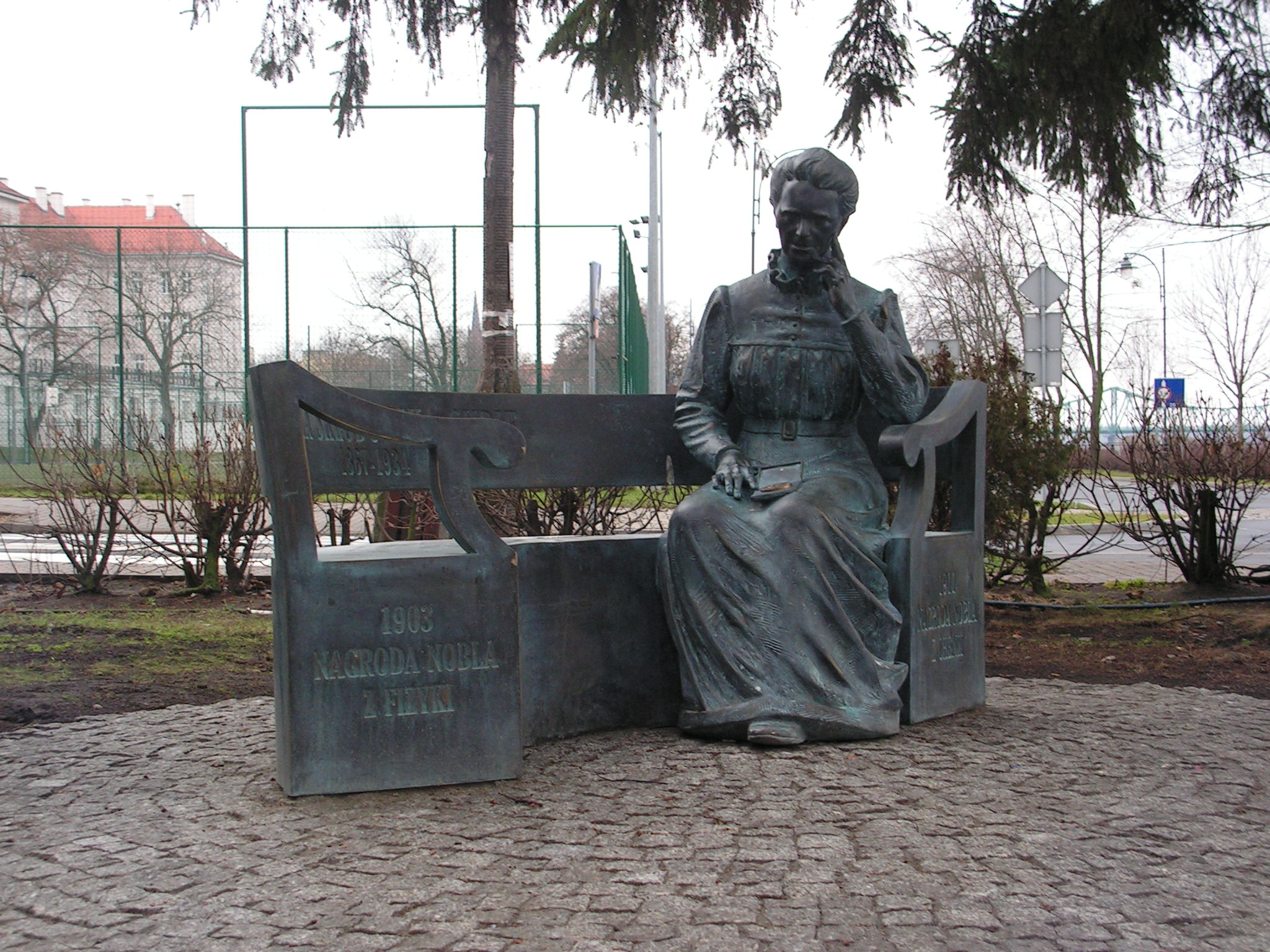
Ławeczka Marii Skłodowskiej-Curie przed gmachem Zespołu Szkół Chemicznych, 2019 r.

- Ławeczka Marii Skłodowskiej-Curie przed gmachem Zespołu Szkół Chemicznych, 2019 r.Pomnik Ludzi Pracy, odsłonięty w 1978 roku, na skwerze przy ul. Bulwary.
- Zabytkowy dom mieszkalny, obecnie siedziba Wojewódzkiego Urzędu Pracy w Toruniu oddziału we Włocławku, ul. Bulwary 5b, zbudowany w 1950 roku[22].
- Spichlerz zbudowany w 1848 roku, obecnie siedziba Oddziału Etnograficznego Muzeum Ziemi Kujawskiej i Dobrzyńskiej, ul. Bulwary 6, róg ulic Towarowej i Szpichlernej.
- Spichlerz zbudowany w 1842 roku, obecnie magazyn Muzeum Ziemi Kujawskiej i Dobrzyńskiej, ul. Bulwary 9, róg ulic Szpichlernej 8 i Rybackiej.

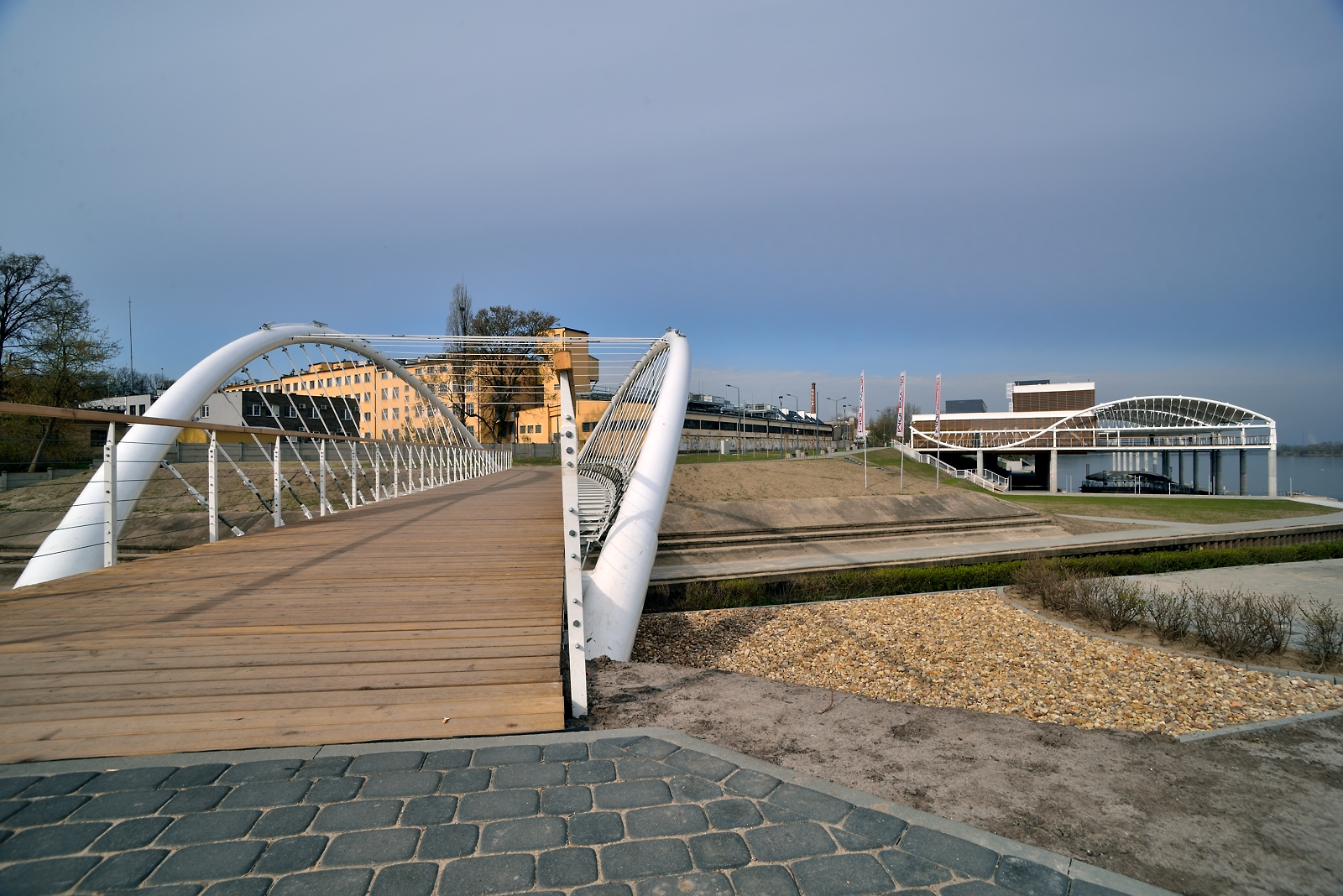
Przystań wodna u ujścia Zgłowiączki do Wisły

- Zabytkowy budynek mieszkalny, zbudowany w 1910 r., zarejestrowany przy ul. Browarnej 2 na rogu z ul. Bulwary[22].
- Zabytkowy budynek mieszkalny, zbudowany w 1937 r., ul. Bulwary 15[22].
- Zabytkowy budynek mieszkalny, zbudowany w 1938 r., ul. Bulwary 16[22].Przystań wodna u ujścia Zgłowiączki do Wisły
- Zabytkowy budynek mieszkalny, zbudowany na początku XX wieku, ul. Bulwary 17[22].
- Dawny spichlerz zbożowy, obecnie dom mieszkalny, zbudowany ok. 1900 roku, ul. Bulwary 18 (na rogu z ul. św. Jana 1).
- Kościół św. Jana Chrzciciela, zbudowany w XVI wieku.

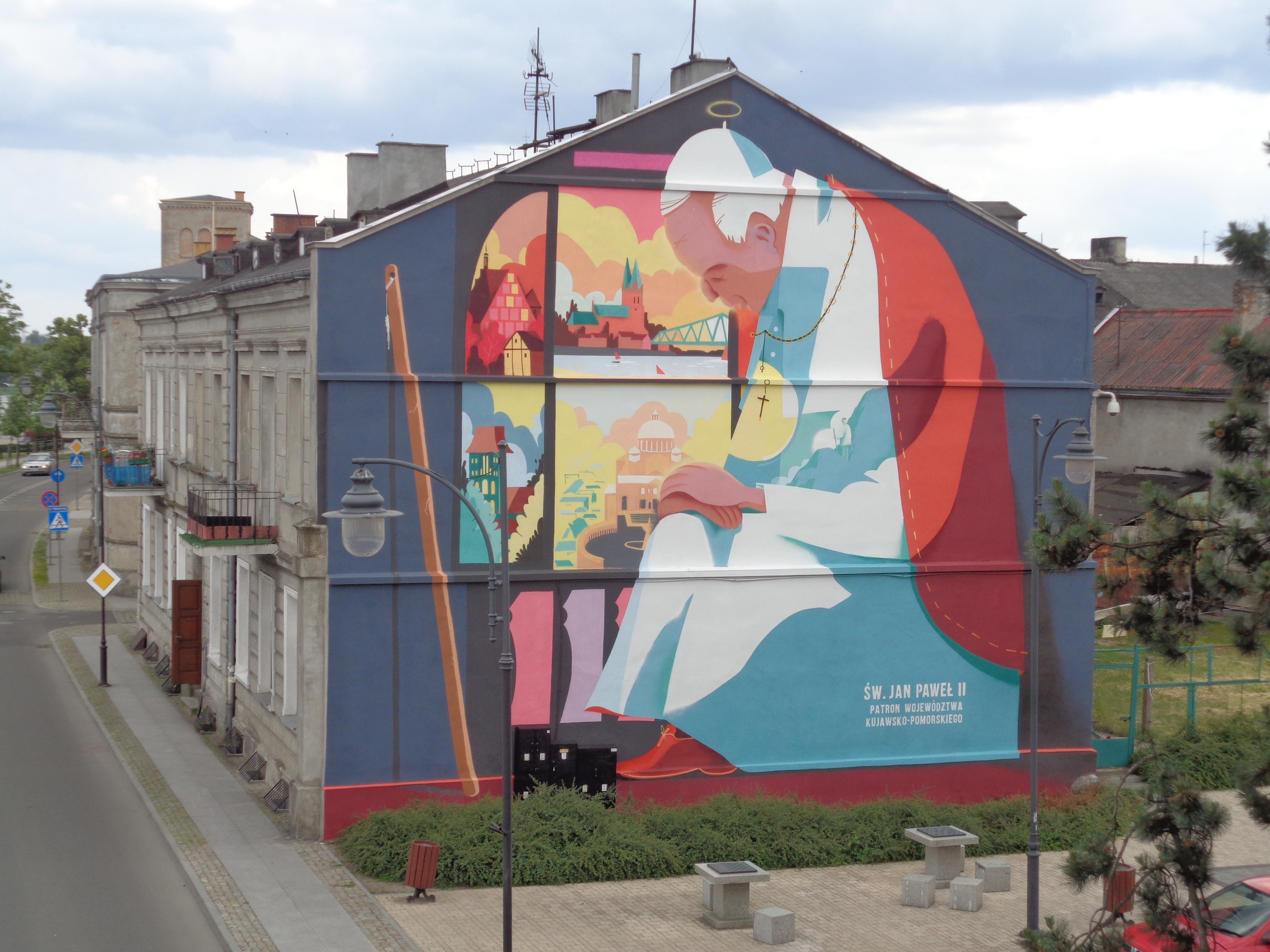
Mural przedstawiający Jana Pawła II

- Budynek mieszkalny, zbudowany w 1842 r., zabytek planowany do wpisania do rejestru, zarejestrowany na ul. Maślanej 2, przylegający do Bulwarów[22].
- Mural przedstawiający Jana Pawła IIBudynek mieszkalny, zbudowany w 1881 r., spalony w 1996 r. i odbudowany w 1998 r., zabytek planowany do wpisania do rejestru, ul. Bulwary 22, na rogu z ul. Wiślaną 1[22].
- Zabytkowy budynek mieszkalny, zbudowany w 1902 r., niegdyś siedziba Klubu Honorowych Dawców Krwi Polskiego Czerwonego Krzyża i Klubu Pomocy Dzieciom Chorym na Cukrzycę, ul. Bulwary 24[22].
- Budynek mieszkalny, zbudowany w 1901 r., zabytek planowany do wpisania do rejestru, ul. Bulwary 25[22].
- Budynek mieszkalny, zbudowany w 1910 r., zabytek planowany do wpisania do rejestru, ul. Bulwary 27[22].
- Zabytkowy budynek mieszkalny, zbudowany w 1902 r., ul. Bulwary 24, na rogu z ul. Gdańską 1[22].
- Pałac Biskupi – dawny zamek, wzniesiony w XIV wieku i wielokrotnie przebudowywany, mieści się na końcu ulicy z adresem na ulicy Gdańskiej.

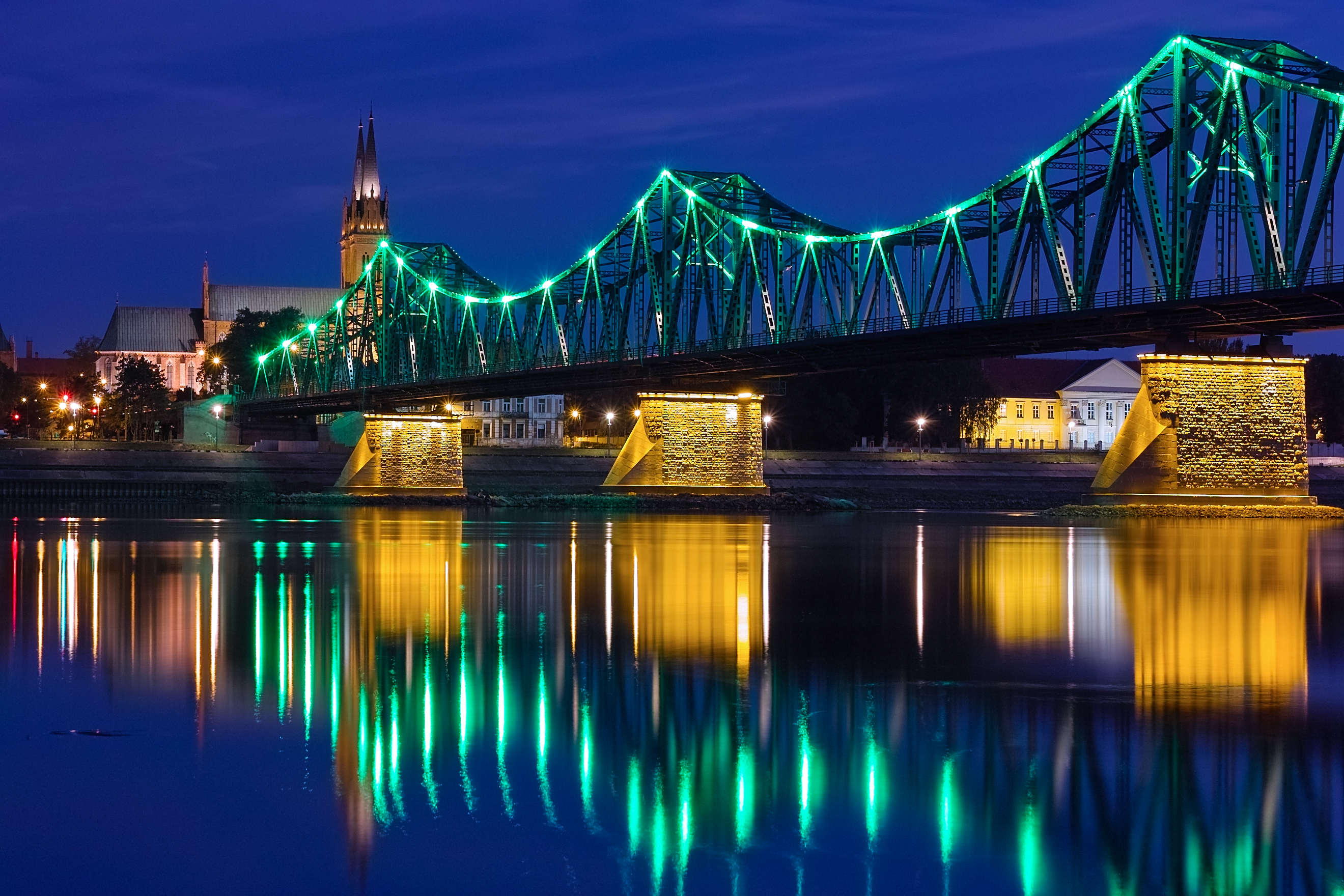
Widok na Most im. Edwarda Śmigłego-Rydza

- Widok na Most im. Edwarda Śmigłego-RydzaPrzystań Wodna im. Jerzego Bojańczyka, oddana do użytku w 2014 roku. Mieści się przy ulicy Piwnej, ale jest połączona z Bulwarami specjalnie w tym celu zbudowaną kładką.

Nad ulicą przechodzi też Most im. Edwarda Śmigłego-Rydza. W okolicy mostu znajdują się plenerowe szachownice oraz pomnik przypominający o miejscu, gdzie w Średniowieczu przebiegała granica między Civitas Cathedralis (Miasto Katedralne), czyli terenem należącym bezpośrednio do biskupów kujawskich, a Civitas theutonicalis, czyli terenem gdzie osiedlali się kupcy.

### Niezachowane obiekty budowlane
Jeszcze w XIX wieku istniały przy Bulwarach szczątki XIII-wiecznej Katedry św. Stanisława, przy której funkcjonował też cmentarz. Mieściła się ona w miejscu, gdzie dziś stoją budynki przy ul. Bulwary 27 (róg z ulicą Bednarską 2) i Bulwary 28 (do narożnika z ulicą Gdańską 1). W 1902 roku, podczas budowy stojącej tu do dziś kamienicy, odkryto w tym miejscu kamienną kryptę będącą pozostałością Kościoła, a także pozostałości grobów przykościelnego cmentarza. Kolejne groby odkryto w latach 90. XX wieku w miejscu, gdzie kamienica przylega do budynku przy ul. Bulwary 27 na rogu z ulicą Bednarską 2. W 2011 roku, podczas przebudowy budynku przy ul. Gdańskiej 3, odkryto kolejne grobowce z dawnego cmentarza.

Wśród pierwotnej zabudowy ulicy obok spichrzów znajdowały się domy rybaków, również niezachowane do dziś.

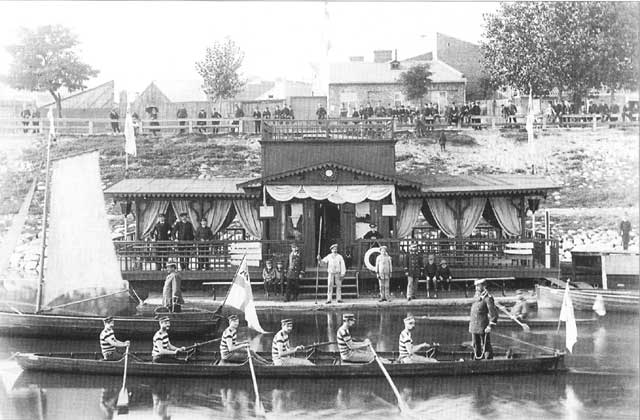
Niezachowana przystań na Wiśle na fotografii Bolesława Sztejnera

Pod koniec XIX wieku przy Bulwarze nad Wisłą zbudowano pierwszą przystań Włocławskiego Towarzystwa Wioślarskiego, niezachowaną do dziś.
W 1930 roku na skwerze przy ul. Bulwary odsłonięto Pomnik Marszałka Józefa Piłsudskiego, zburzony w 1940 roku podczas okupacji hitlerowskiej.
Na Wiśle na wysokości ulicy Gdańskiej wciąż można zaobserwować pozostałości po dawnym moście łyżwowym, rozebranym w 1938 roku.
W 2017 roku zburzono dwa zabytkowe domy mieszkalne przy ul. Bulwary 12 (zbudowany w 1930 r.) i Bulwary 13 na rogu z ul. Browarną 1 (zbudowany w 1938 r.).